# Football Club Stade Nyonnais 2019-2020
Questa voce raccoglie le informazioni riguardanti il Football Club Stade Nyonnais nelle competizioni ufficiali della stagione 2019-2020.

## Stagione
Nella stagione 2019-2020 il Stade Nyonnais, allenato da Ricardo Dionísio, concluse il campionato di Promotion League al 3º posto. In Coppa Svizzera il Stade Nyonnais fu eliminato al secondo turno dal Thun.

## Rosa
| N. |                      | Ruolo | Calciatore           |
| -- | -------------------- | ----- | -------------------- |
| 4  | Svizzera (bandiera)  | D     | Guillaume Golay      |
| 4  | Francia (bandiera)   | C     | Rayan Kadima         |
| 5  | Guadalupa (bandiera) | D     | Anthony Baron        |
| 6  | Svizzera (bandiera)  | D     | Jonathan Grossrieder |
| 6  | Slovenia (bandiera)  | C     | Dalibor Stevanović   |
| 8  | Francia (bandiera)   | C     | Tiago-Marti Escorza  |
| 9  | Svizzera (bandiera)  | A     | Jordi Nsiala         |
| 10 | Svizzera (bandiera)  | A     | Mergim Qarri         |
| 11 | Brasile (bandiera)   | A     | Matheus Vieira       |
| 13 | Svizzera (bandiera)  | C     | Edison Cocaj         |
| 17 | Svizzera (bandiera)  | C     | Nils Pédat           |
| 18 | Svizzera (bandiera)  | C     | Alex Schmidli        |
| 18 | Francia (bandiera)   | A     | Zakarie Labidi       |
| 19 | Francia (bandiera)   | D     | Quentin Guyon        |

| N. |                        | Ruolo | Calciatore     |
| -- | ---------------------- | ----- | -------------- |
| 21 | Svizzera (bandiera)    | A     | Adler da Silva |
| 22 | Francia (bandiera)     | D     | Daniel Titié   |
| 23 | Svizzera (bandiera)    | C     | Ridvan Hysenaj |
| 26 | Angola (bandiera)      | C     | Giovani Bamba  |
| 27 | Svizzera (bandiera)    | D     | Pablo Londono  |
| 28 | Svizzera (bandiera)    | D     | Luca Gazzetta  |
| 29 | Kosovo (bandiera)      | A     | Fitim Rugovaj  |
| 30 | Svizzera (bandiera)    | P     | Maxime Moinon  |
| 70 | Svizzera (bandiera)    | C     | Fábio Gomes    |
| 77 | Albania (bandiera)     | A     | Bashkim Smajli |
| 94 | Francia (bandiera)     | P     | Maxime Brenet  |
|    | Stati Uniti (bandiera) | D     | Lucas Pos      |
|    | Svizzera (bandiera)    | C     | Idriz Bega     |

## Organigramma societario
Area tecnica
- Allenatore: Anthony Braizat
- Allenatore in seconda: Stéphane Guex
- Preparatore dei portieri:
- Preparatori atletici:

## Calciomercato

### Sessione estiva
| Acquisti | Acquisti | Acquisti | Acquisti |
| R.       | Nome     | da       | Modalità |
| -------- | -------- | -------- | -------- |

| Cessioni | Cessioni | Cessioni | Cessioni |
| R.       | Nome     | a        | Modalità |
| -------- | -------- | -------- | -------- |

### Sessione invernale
| Acquisti | Acquisti | Acquisti | Acquisti |
| R.       | Nome     | da       | Modalità |
| -------- | -------- | -------- | -------- |

| Cessioni | Cessioni | Cessioni | Cessioni |
| R.       | Nome     | a        | Modalità |
| -------- | -------- | -------- | -------- |

## Risultati

### Promotion League
| Arbitro: | Borra |

|                      |           |                  |
| Qarri 56’ Vieira 83’ | Marcatori | 87’ (rig.) Costa |

| Arbitro: | Staubli |

|  |           |                               |
|  | Marcatori | 34’ Sejmenović 47’ Ciarrocchi |

| Arbitro: | Ghisletta |

|                                    |           |                      |
| Melo 1’ Sablatnig 41’ Budakova 62’ | Marcatori | 34’ Qarri 90’ Nsiala |

| Arbitro: | Carrard |

|           |           |                                  |
| Nsiala 6’ | Marcatori | 45’ Shillova 61’ Alic 90’ Ahmeti |

| Zurigo 24 agosto 2019, ore 16:00 CEST 5ª giornata | Zurigo II | 0 – 0 referto | Stade Nyonnais | Sportanlage Heerenschürli (160 spett.)\| Arbitro: \| Roth \| |
| Arbitro:                                          | Roth      |               |                |                                                              |

| Arbitro: | Odiet |

|                                         |           |  |
| Bamba 28’ Baron 45’ Vieira 62’ Bega 72’ | Marcatori |  |

| Arbitro: | von Mandach |

|            |           |                                              |
| Dreier 36’ | Marcatori | 39’ Rugovaj 70’ (rig.), 73’ Nsiala 80’ Qarri |

| Arbitro: | Rosset |

|                      |           |          |
| Kadima 51’ Silva 84’ | Marcatori | 40’ Gele |

| Arbitro: | Hürlimann |

|  |           |                                           |
|  | Marcatori | 19’ Pédat 28’ Vieira 65’ Nsiala 90’ Bamba |

| Arbitro: | Ghisletta |

|            |           |                                     |
| Vieira 14’ | Marcatori | 3’ Lavorato 40’ Christen 45’ Gasser |

| Arbitro: | Kanagasingam |

|                     |           |                                                  |
| Zali 2’ Alvarez 23’ | Marcatori | 6’ Bega 39’ Nsiala 48’ Qarri 69’ Silva 85’ Gomes |

| Arbitro: | Odiet |

|                                                      |           |            |
| Qarri 47’ Gomes 73’ Escorza 78’ Silva 86’ Nsiala 90’ | Marcatori | 75’ Riedle |

| Arbitro: | Bannwart |

|  |           |                     |
|  | Marcatori | 45’ Gomes 55’ Qarri |

| Arbitro: | Dégallier |

|  |           |                   |
|  | Marcatori | 51’ (aut.) Kadima |

| Bellinzona 3 novembre 2019, ore 14:30 CET 15ª giornata | Bellinzona | 0 – 0 referto | Stade Nyonnais | Stadio comunale (820 spett.)\| Arbitro: \| Carrard \| |
| Arbitro:                                               | Carrard    |               |                |                                                       |

| Arbitro: | Schärli |

|                        |           |                                    |
| Cotter 7’ Oliveira 47’ | Marcatori | 19’ Bega 25’ Qarri 41’, 81’ Nsiala |

| Arbitro: | Cibelli |

|              |           |            |
| Aravidīs 20’ | Marcatori | 90’ Nsiala |

| 1º marzo 2020, ore CET 18ª giornata | Stade Nyonnais | – non disputata | Köniz |  |

| 7 marzo 2020, ore CET 19ª giornata | Black Stars Basilea | – non disputata | Stade Nyonnais |  |

| 14 marzo 2020, ore CET 20ª giornata | Stade Nyonnais | – non disputata | Zurigo II |  |

| 21 marzo 2020, ore CET 21ª giornata | YF Juventus | – non disputata | Stade Nyonnais |  |

| 29 marzo 2020, ore CET 22ª giornata | Stade Nyonnais | – non disputata | Breitenrain |  |

| 4 aprile 2020, ore CEST 23ª giornata | Rapperswil-Jona | – non disputata | Stade Nyonnais |  |

| 9 aprile 2020, ore CEST 24ª giornata | Stade Nyonnais | – non disputata | Étoile Carouge |  |

| 19 aprile 2020, ore CEST 25ª giornata | Münsingen | – non disputata | Stade Nyonnais |  |

| 26 aprile 2020, ore CEST 26ª giornata | Stade Nyonnais | – non disputata | Bavois |  |

| 2 maggio 2020, ore CEST 27ª giornata | Brühl | – non disputata | Stade Nyonnais |  |

| 10 maggio 2020, ore CEST 28ª giornata | Stade Nyonnais | – non disputata | Basilea II |  |

| 16 maggio 2020, ore CEST 29ª giornata | Cham | – non disputata | Stade Nyonnais |  |

| 23 maggio 2020, ore CEST 30ª giornata | Stade Nyonnais | – non disputata | Bellinzona |  |

### Coppa Svizzera
| Widen 17 agosto 2019, ore 19:00 CEST Primo turno                          | FC Mutschellen | 0 – 3 referto                           | Stade Nyonnais | Sportzentrum Burkertsmatt/ Widen (590 spett.) |
| \| \| \| \| \| \| Marcatori \| 25’ (aut.) Moser 51’ Nsiala 57’ Hysenaj \| |                |                                         |                |                                               |
|                                                                           |                |                                         |                |                                               |
|                                                                           | Marcatori      | 25’ (aut.) Moser 51’ Nsiala 57’ Hysenaj |                |                                               |

| Arbitro: | Bieri |

|  |           |               |
|  | Marcatori | 39’ Stillhart |

## Statistiche

### Statistiche di squadra
| Competizione     | Punti | In casa | In casa | In casa | In casa | In casa | In casa | In trasferta | In trasferta | In trasferta | In trasferta | In trasferta | In trasferta | Totale | Totale | Totale | Totale | Totale | Totale | DR  |
| Competizione     | Punti | G       | V       | N       | P       | Gf      | Gs      | G            | V            | N            | P            | Gf           | Gs           | G      | V      | N      | P      | Gf     | Gs     | DR  |
| ---------------- | ----- | ------- | ------- | ------- | ------- | ------- | ------- | ------------ | ------------ | ------------ | ------------ | ------------ | ------------ | ------ | ------ | ------ | ------ | ------ | ------ | --- |
| Promotion League | 30    | 8       | 4       | 0       | 4       | 15      | 12      | 9            | 5            | 3            | 1            | 22           | 9            | 17     | 9      | 3      | 5      | 37     | 21     | +16 |
| Coppa Svizzera   | -     | 1       | 0       | 0       | 1       | 0       | 1       | 1            | 1            | 0            | 0            | 3            | 0            | 2      | 1      | 0      | 1      | 3      | 1      | +2  |
| Totale           | 30    | 9       | 4       | 0       | 5       | 15      | 13      | 10           | 6            | 3            | 1            | 25           | 9            | 19     | 10     | 3      | 6      | 40     | 22     | +18 |

### Andamento in campionato
| Giornata  | 1 | 2 | 3  | 4  | 5  | 6 | 7 | 8 | 9 | 10 | 11 | 12 | 13 | 14 | 15 | 16 | 17 |
| --------- | - | - | -- | -- | -- | - | - | - | - | -- | -- | -- | -- | -- | -- | -- | -- |
| Luogo     | C | C | T  | C  | T  | C | T | C | T | C  | T  | C  | T  | C  | T  | T  | T  |
| Risultato | V | P | P  | P  | N  | V | V | V | V | P  | V  | V  | V  | P  | N  | V  | N  |
| Posizione | 4 | 7 | 11 | 13 | 13 | 9 | 6 | 5 | 4 | 5  | 3  | 2  | 2  | 2  | 3  | 2  | 3  |

Legenda:

Luogo: C = Casa; T = Trasferta. Risultato: V = Vittoria; N = Pareggio; P = Sconfitta.

### Statistiche dei giocatori
| Giocatore      | Promotion League | Promotion League | Promotion League | Promotion League | Coppa Svizzera | Coppa Svizzera | Coppa Svizzera | Coppa Svizzera | Totale   | Totale | Totale      | Totale     |
| Giocatore      | Presenze         | Reti             | Ammonizioni      | Espulsioni       | Presenze       | Reti           | Ammonizioni    | Espulsioni     | Presenze | Reti   | Ammonizioni | Espulsioni |
| -------------- | ---------------- | ---------------- | ---------------- | ---------------- | -------------- | -------------- | -------------- | -------------- | -------- | ------ | ----------- | ---------- |
| G. Bamba       | 14               | 2                | 3                | 0                | 2              | 0              | 0              | 0              | 16       | 2      | 3           | 0          |
| A. Baron       | 14               | 1                | 0                | 0                | 2              | 0              | 0              | 0              | 16       | 1      | 0           | 0          |
| I. Bega        | 14               | 3                | 2                | 0                | 2              | 0              | 0              | 0              | 16       | 3      | 2           | 0          |
| M. Brenet      | 10               | 0                | 0                | 0                | 0              | 0              | 0              | 0              | 10       | 0      | 0           | 0          |
| B. Caslei      | 0                | 0                | 0                | 0                | 0              | 0              | 0              | 0              | 0        | 0      | 0           | 0          |
| E. Cocaj       | 0                | 0                | 0                | 0                | 0              | 0              | 0              | 0              | 0        | 0      | 0           | 0          |
| T. Escorza     | 9                | 1                | 2                | 0                | 1              | 0              | 0              | 0              | 10       | 1      | 2           | 0          |
| L. Gazzetta    | 10               | 0                | 2                | 0                | 1              | 0              | 0              | 0              | 11       | 0      | 2           | 0          |
| G. Golay       | 5                | 0                | 0                | 0                | 0              | 0              | 0              | 0              | 5        | 0      | 0           | 0          |
| F. Gomes       | 7                | 3                | 2                | 0                | 0              | 0              | 0              | 0              | 7        | 3      | 2           | 0          |
| J. Grossrieder | 6                | 0                | 1                | 0                | 2              | 0              | 0              | 0              | 8        | 0      | 1           | 0          |
| Q. Guyon       | 15               | 0                | 2                | 0                | 1              | 0              | 0              | 0              | 16       | 0      | 2           | 0          |
| R. Hysenaj     | 11               | 0                | 1                | 0                | 2              | 1              | 0              | 0              | 13       | 1      | 1           | 0          |
| R. Kadima      | 15               | 1                | 6                | 0                | 1              | 0              | 0              | 0              | 16       | 1      | 6           | 0          |
| A. Kiedi       | 0                | 0                | 0                | 0                | 0              | 0              | 0              | 0              | 0        | 0      | 0           | 0          |
| Z. Labidi      | 0                | 0                | 0                | 0                | 0              | 0              | 0              | 0              | 0        | 0      | 0           | 0          |
| P. Londono     | 12               | 0                | 2                | 0                | 1              | 0              | 0              | 0              | 13       | 0      | 2           | 0          |
| L. Lécureux    | 0                | 0                | 0                | 0                | 0              | 0              | 0              | 0              | 0        | 0      | 0           | 0          |
| S. Maroufi     | 0                | 0                | 0                | 0                | 0              | 0              | 0              | 0              | 0        | 0      | 0           | 0          |
| F. Marque      | 0                | 0                | 0                | 0                | 0              | 0              | 0              | 0              | 0        | 0      | 0           | 0          |
| M. Moinon      | 0                | 0                | 0                | 0                | 0              | 0              | 0              | 0              | 0        | 0      | 0           | 0          |
| J. Nsiala      | 17               | 10               | 1                | 0                | 2              | 1              | 1              | 0              | 19       | 11     | 2           | 0          |
| O. Olaniyi     | 0                | 0                | 0                | 0                | 0              | 0              | 0              | 0              | 0        | 0      | 0           | 0          |
| L. Ombala      | 0                | 0                | 0                | 0                | 0              | 0              | 0              | 0              | 0        | 0      | 0           | 0          |
| N. Omeragic    | 1                | 0                | 0                | 0                | 0              | 0              | 0              | 0              | 1        | 0      | 0           | 0          |
| L. Pos         | 0                | 0                | 0                | 0                | 0              | 0              | 0              | 0              | 0        | 0      | 0           | 0          |
| N. Pédat       | 8                | 1                | 0                | 0                | 1              | 0              | 0              | 0              | 9        | 1      | 0           | 0          |
| M. Qarri       | 17               | 7                | 1                | 0                | 2              | 0              | 0              | 0              | 19       | 7      | 1           | 0          |
| A. Ramadani    | 0                | 0                | 0                | 0                | 0              | 0              | 0              | 0              | 0        | 0      | 0           | 0          |
| F. Rugovaj     | 14               | 1                | 1                | 0                | 1              | 0              | 0              | 0              | 15       | 1      | 1           | 0          |
| A. Sa          | 0                | 0                | 0                | 0                | 0              | 0              | 0              | 0              | 0        | 0      | 0           | 0          |
| A. Schmidli    | 0                | 0                | 0                | 0                | 0              | 0              | 0              | 0              | 0        | 0      | 0           | 0          |
| A. Silva       | 11               | 3                | 0                | 0                | 1              | 0              | 0              | 0              | 12       | 3      | 0           | 0          |
| B. Smajli      | 2                | 0                | 0                | 0                | 0              | 0              | 0              | 0              | 2        | 0      | 0           | 0          |
| D. Stevanović  | 8                | 0                | 0                | 0                | 0              | 0              | 0              | 0              | 8        | 0      | 0           | 0          |
| D. Thürkauf    | 7                | 0                | 0                | 0                | 2              | 0              | 0              | 0              | 9        | 0      | 0           | 0          |
| D. Titié       | 10               | 0                | 5                | 1                | 2              | 0              | 0              | 0              | 12       | 0      | 5           | 1          |
| M. Vieira      | 16               | 4                | 2                | 0                | 2              | 0              | 1              | 0              | 18       | 4      | 3           | 0          |
| B. Vumbi       | 0                | 0                | 0                | 0                | 0              | 0              | 0              | 0              | 0        | 0      | 0           | 0          |